# Michael Rensing
Michael Rensing (Lingen, 14 mei 1984) is een Duits voetballer.
Sinds 2000 speelde Rensing als doelman bij Bayern München. Hij heeft voornamelijk in het tweede elftal van de club gespeeld. Ondanks dat hij in zijn beginjaren weinig aan spelen toe kwam in het eerste elftal, was hij aanwezig bij het behalen van vele prijzen. In 2008 volgde hij Oliver Kahn op als eerste doelman van de club. Dit werd geen succes en in het daarop volgende seizoen verloor hij, onder de nieuwe trainer Louis van Gaal, zijn plek onder de lat alweer aan Hans-Jörg Butt. Hierop besloot de club zijn contract niet te verlengen en in het najaar van 2010 verliet hij de club uit Beieren.
Op 21 december 2010 werd bekend dat Michael na 5 maanden een nieuwe club had gevonden in 1. FC Köln. Hier moest hij concurreren met Faryd Mondragón om een basisplaats. In het seizoen 2011-2012 won hij deze concurrentiestrijd en werd hij vaste doelman van de club. Aan het einde van het seizoen vertrok hij naar Bayer 04 Leverkusen, waar hij weer als tweede keeper fungeerde. In de zomer van 2013 verkaste hij naar Fortuna Düsseldorf, waar hij tweede keeper werd achter Fabian Giefer.
Na het seizoen 2013-2014 vertrok Giefer echter naar Schalke 04 en kocht Fortuna Düsseldorf Lars Unnerstall van VFR Aalen. Rensing werd gepromoveerd tot eerste doelman.

## Erelijst
- Kampioenschap: 2005, 2006, 2008, 2010
- DFB-pokal: 2005, 2006, 2008, 2010
- Liga-pokal: 2004, 2007
- Regionnelliga kampioen: 2004
- Champions League: verliezend finalist 2010